# 司馬仰
もしかして
- 司馬卬

ではありませんか？